# Rhombodera javana
Rhombodera javana är en bönsyrseart som beskrevs av Giglio-tos 1912. Rhombodera javana ingår i släktet Rhombodera och familjen Mantidae. Inga underarter finns listade i Catalogue of Life.